# Gefion (Vorname)
Gefion ist ein weiblicher Vorname.

## Herkunft
Gefion ist in der germanischen Mythologie eine Asenjungfrau, Beschützerin der Jungfrauen, der alle gehören, die unvermählt sterben, sowie Göttin der Familie und des Glücks.

## Bekannte Namensträgerinnen
- Gefion Helmke (1909–2001), deutsche Schauspielerin und Synchronsprecherin

## Varianten
Gefjon, Gefjun (englisch, isländisch), Fiona